# Albert Waddington
Albert Waddington (23. december 1861 i Strasbourg - 1926) var en fransk historiker, søn af professor i filosofi Charles Waddington.
Waddington var professor i Lyon og forfatter af navnlig værker vedrørende Preussens historie, blandt andet også en samlet Histoire de Prusse (indtil 1922 forelå to bind, der går til 1740).